# 12 رمضان
- السبت
- الأحد
- الاثنين
- الثلاثاء
- الأربعاء
- الخميس
- الجمعة

- 11 مارس 2025
- 22 مارس 2025
- 33 مارس 2025
- 44 مارس 2025
- 55 مارس 2025
- 66 مارس 2025
- 77 مارس 2025
- 88 مارس 2025
- 99 مارس 2025
- 1010 مارس 2025
- 1111 مارس 2025
- 1212 مارس 2025
- 1313 مارس 2025
- 1414 مارس 2025
- 1515 مارس 2025
- 1616 مارس 2025
- 1717 مارس 2025
- 1818 مارس 2025
- 1919 مارس 2025
- 2020 مارس 2025
- 2121 مارس 2025
- 2222 مارس 2025
- 2323 مارس 2025
- 2424 مارس 2025
- 2525 مارس 2025
- 2626 مارس 2025
- 2727 مارس 2025
- 2828 مارس 2025
- 2929 مارس 2025
- 130 مارس 2025
- 231 مارس 2025
- 31 أبريل 2025
- 42 أبريل 2025
- 53 أبريل 2025
- 64 أبريل 2025

12 رمضان أو 12 رمضان المُبارك أو يوم 12 \ 9 (اليوم الثاني عشر من الشهر التاسع) هو اليوم الثامن والأربعون بعد المائتين (248) من أيَّام السنة (أو التاسع والأربعون بعد المائتين لو كان شهر شعبان مُتممًا لليوم الثلاثين أو الخمسون بعد المائتين لو أتم كلًا من صفر وربيع الآخر وجمادى الآخرة وشعبان ثلاثين يومًا) وفق التقويم الهجري القمري (العربي). يبقى بعده 106 أو 107 يومًا لانتهاء السنة.

## أحداث
- 8 هـ - الرسول محمد يخبر صحابته بالاستعداد للغزو دون أن يخبرهم بالجهة التي يقصدها، ونجح المسلمون بعد أيام بقيادة الرسول في فتح مكة.
- 13 هـ - نشوب معركة البويب بين جيش الخلافة الإسلامية والجيش الساساني، وانتصر المسلمون انتصارا عظيما فتح لهم الدخول إلى فارس.
- 238 هـ - جيش الروم بقيادة القيصر تيودور الرابع يهاجم مدينة دمياط في مصر في عهد خلافة أبو الفضل جعفر المتوكل على الله، حيث قام الروم بنهب المدينة ونشروا فيها الفساد وأحرقوا المساجد والدور والمخازن وقتلوا الكثير من الرجال والنساء، لكن المسلمين هبّوا لرد المعتدين، الذين عادوا إلى سفنهم في البحر.
- 265 هـ - الشروع في بناء جامع أحمد بن طولون في مدينة القطائع بمصر.
- 331 هـ - القائد الحمداني توزون يدخل بغداد من قبل ناصر الدولة بن حمدان معلنًا بداية العصر العباسي الثاني.
- 666 هـ - المسلمون بقيادة الظاهر بيبرس يتمكنون من استرجاع مدينة أنطاكية من الصليبيين.
- 745 هـ - العالم المسلم والصيدلي الأندلسي ابن البيطار ينزل القيروان، في رحلة للبحث عن خواص بعض النباتات في سبيل استخلاص الأدوية والعقاقير.
- 748 هـ - بعض مماليك السلطان المظفر سيف الدين حاجي يتمردون عليه ويقتلونه بعد حكم دام سنة وثلاثة أشهر، وبعد أن أخذ في ممارسة القسوة والظلم والطغيان على الشعب وقرب بعض المماليك واضطهد طائفة أخرى.
- 886 هـ - احتراق المسجد النبوي للمرة الثانية، بعد أن كانت الأمطار تهطل على المدينة المنورة بغزارة، فضربت إحدى الصواعق المئذنة الرئيسيّة، حيث كان رئيس المؤذنين الشيخ شمس الدين ابن الخطيب بها يؤذن للصلاة، فقضت عليه. وسقط الهلال مشتعلًا. وانشق سقف المنارة، فالتهمت النيران سقف المسجد واحترقت الجدران والكتب والمصاحف. وعجز الناس عن إطفاء النيران. وهلك في هذا الحريق بضعة عشر شخصًا، حيث كتب أهل المدينة للسلطان قايتباي في مصر، فأرسل المؤن والعمّال وكل المواد لعمارته.
- 1094 هـ - القوات العثمانية تحقق انتصار كبير في «معركة فيينا» وذلك عندما تمكنت من فتح ثغرة في الدفاع عن المدينة التي كانت واحدة من أهم العواصم الأوروبية.
- 1316 هـ - حاكم الكويت الشيخ مبارك الصباح يوقع معاهدة حماية مع المملكة المتحدة.
- 1357 هـ - توقف جريدة الإخوان المسلمين الأسبوعية عن الصدور. صدر العدد الأول من هذه الجريدة عام 1352هـ؛ إذ رأى الإخوان أن رسائل المرشد العام لا تفي بنشر الدعوة وتضمن أخبارها على الوجه الذي يجب أن تصل به إلى الناس عامة، فقرروا إصدار مجلة أسبوعية تسمى «جريدة الإخوان المسلمين».
- 1390هـ - قيام الملك فيصل بن عبد العزيز آل سعود بوضع حجر أساس إنشاء مستشفى الملك فيصل التخصصي ومركز الأبحاث.
- 1425 هـ - مقتل 87 مسلمًا على يد قوات الأمن التايلاندية في مظاهرات قام بها آلاف المتظاهرين المسلمين في إقليم ناراتيوات الذي يقطنه غالبية مسلمة جنوب تايلاند للمطالبة بإطلاق سراح معتقلين مسلمين.
- 1430 هـ -
  - زلزالٌ يضرب غرب جزيرة جاوة في إندونيسيا ويتسبب بمصرع 79 شخصًا وتدمير أكثر من 87,000 منزل ومكتب.
  - المجلس الأعلى الإسلامي العراقي ينتخب عمار الحكيم رئيسًا له خلفًا لوالده عبد العزيز الحكيم.
- 1446 هـ - عناصر من جيش بلوشستان الوطني يختطفون قطارًا أثناء رحلته من كويته إلى بيشاور، والجيش الباكستاني يتمكن من تحرير كافة الرهائن خلال يومٍ واحد، ويقضي على جميع الخاطفين، مع سقوط عشرات الضحايا من المدنيين.

## مواليد
- 1317 هـ - حسين رياض، ممثل مصري.
- 1337 هـ - حيدر عبد الشافي، طبيب وسياسي فلسطيني ورئيس وفد فلسطين المفاوض في مؤتمر مدريد للسلام.
- 1342 هـ - حنا مينا، مؤلف سوري.
- 1351 هـ -
  - شهرزاد، مطربة مصرية.
  - مريم فخر الدين، ممثلة مصرية.
- 1362 هـ -
  - خالد عبد الله الصقعبي، ممثل كويتي.
  - خليفة خليفوه، ممثل كويتي.
- 1377 هـ - تميم عبده، ممثل تونسي.
- 1396 هـ -
  - رولا شامية، ممثلة لبنانية.
  - محمد بركات، لاعب كرة قدم مصري.
- 1403 هـ - عيسى المحياني، لاعب كرة قدم سعودي.
- 1405 هـ - سهير القيسي، إعلامية عراقية.
- 1407 هـ - جراح الزهير، لاعب كرة قدم كويتي.

## وفيات
- 581 هـ - ألفونسو الأول، ملك مملكة البرتغال.
- 597 هـ – أبو الفرج بن الجوزي، علامة وشيخ الإسلام.
- 748 هـ - سيف الدين حاجي، سلطان مملوكي.
- 1382 هـ - محمد بن عبد الكريم الخطابي، مقاوم مغربي .
- 1385 هـ - خالد العبد الله السالم الصباح، وزير كويتي.
- 1431 هـ - لخضر بن طوبال، سياسي جزائري.
- 1441 هـ - محمد محمود الطبلاوي، عالم مُقرئ مصري.

## وصلات خارجية
- صحيفة اليوم: حدث في مثل هذا اليوم.
- موقع قصة الإسلام: حدث في شهر رمضان.